# 大淀 (大阪市)
大淀（おおよど）は、大阪府大阪市北区の地域名。広義には旧大淀区全体を指すこともあるが、本項では北区北西部（旧大淀区西部）の地域名としての大淀について記述する。現行の住居表示では大淀北・大淀中・大淀南に分かれる。

## 概要
北区の北西部に位置し、梅田の北西約1kmほどの地点に位置する。地域は梅田に連なるオフィス街・商業地と、高層住宅や古くからの住宅が混在する地域となっている。また地域の北西部は、工場や倉庫などが立地する地域となっている。
地域の北東は中津（北区）、南側は福島（福島区）、西側は鷺洲（福島区）となる。また淀川を隔てた北側は十三（淀川区）および塚本（淀川区）となる。

## 歴史
元は西成郡大仁村の全域および浦江村の東海道本線以東にあたる。
地域は明治時代中期まで農村だったが、大阪市に近接している地理条件や、日清戦争を機とした産業発展により工場が地域に進出したことなどから、人口が増加し市街地化していった。大仁新道（のち浄正橋筋、現在のなにわ筋）沿いは商店や飲食店・映画館などが並ぶ繁華街となったと伝えられる。
1945年6月1日・6月7日の大阪大空襲では、地域に大きな被害を受けている。
1963年5月31日の改編では、大仁・浦江ともに古くからの地名だったことから旧町名を残すべきという要望も上がったが、旧両町の町名を一本化すべきという基本方針から、地域対立を避けるために大淀町の町名が採用された。大淀町をさらに3町に分け、大淀町北・大淀町中・大淀町南となった。
1977年には住居表示が実施され、大淀町は大淀となり、町名としては大淀北・大淀中・大淀南となっている。

### 沿革
- 1889年4月1日 町村制施行により、西成郡鷺洲村大字大仁・浦江となる。
- 1911年2月11日 鷺洲村が町制を施行して鷺洲町となる。
- 1925年4月1日 鷺洲町が大阪市へ編入され、西淀川区大仁町・浦江町となる。
- 1928年 西淀川区大仁東・大仁本町・大仁元町・大仁西・浦江北・浦江上・浦江本通・浦江中・浦江南に改編。
- 1943年4月1日 大仁東・大仁本町・大仁元町・大仁西・浦江北が大淀区へ転属。
  - 同時に浦江上・浦江本通・浦江中・浦江南は福島区へ転属となり、翌1944年に鷺洲上・鷺洲本通・鷺洲中・鷺洲南に改称。
- 1963年5月31日 大淀区大淀町北・大淀町中・大淀町南に改編。
- 1977年2月1日 大淀区大淀北・大淀中・大淀南に改編。
- 1989年2月13日 大淀北・大淀中・大淀南が北区へ転属。

## 交通
西端に東海道本線（JR神戸線）の線路があり福島区との境界となっているが、地域内には鉄道駅はない。また地域の東端を梅田貨物線が通る。
地域からはおおむね、大阪駅・梅田駅、大阪環状線福島駅 、JR東西線新福島駅、阪神福島駅、阪急中津駅あたりが徒歩圏内として利用できる。
かつては阪神北大阪線が地域北部を東西に通り、野田阪神・海老江方面と中津・天六方面を結んでいた。地域内には西大淀・大淀・東大淀の各電停があった。阪神北大阪線は1975年に廃止された。
幹線道路はなにわ筋およびあみだ池筋が南北に通っている。地域北東端（中津との境界付近）に十三バイパスの入り口があり、新十三大橋を経て対岸の十三とを結ぶ。
バス路線は大阪シティバスと阪急バス、阪神バスの路線が通る。阪神バスの路線はかつての阪神北大阪線を継承したものであり、旧電停をバス停として継承している。

## 教育
地域内には幼稚園1園（公立1）、小学校1校、中学校2校（公立1・私立1）・高等学校2校（私立2）・専修学校1校（私立1）の教育機関が設置されている。大学・特別支援学校は設置されていない。
- 幼稚園 - 大阪市立中大淀幼稚園
- 小学校 - 大阪市立大淀小学校
- 中学校 - 大阪市立大淀中学校・金蘭会中学校
- 高等学校 - 金蘭会高等学校・星槎国際高等学校大阪学習センター
- 専修学校 - 大阪医専

公立小中学校に通学する場合は、全域が大淀小学校・大淀中学校の校区となる。
大阪市立大淀小学校
鷺洲第二尋常高等小学校（1912年創立、1941年大仁国民学校）・鷺洲第四尋常高等小学校（1918年創立、1941年浦江国民学校）の2校が前身。太平洋戦争の戦災被害により大仁国民学校は終戦直後の1946年に休校（のち正式に廃校）となり、浦江国民学校に統合された。浦江国民学校は1947年の学制改革により大阪市立浦江小学校と称した。1963年に大淀町の町名が設定されたことに伴い、町名改称から5年後の1968年に大阪市立大淀小学校へ改称している。
大阪市立大淀中学校
学制改革に伴い、大阪市立大淀第一中学校として1947年に創立。当初は浦江小学校（現・大淀小学校）内に仮校舎を設置し、大淀区全域を校区とした。1949年大阪市立大淀中学校に改称。また同年には大淀第二中学校（現・大阪市立豊崎中学校）の創立に伴い区東部の豊崎を校区から分離し、現在の大淀・中津を校区とする形になった。1951年に旧大仁国民学校跡の現在地に校舎を建てて移転している。
大阪市立中大淀幼稚園
1965年、浦江小学校（現大淀小学校）に併設される形で、大阪市立浦江幼稚園として創立。1968年に現名称に改称した。旧大淀区域で唯一の公立幼稚園でもあった。
金蘭会中学校・高等学校
大阪府立堂島高等女学校（現在の大阪府立大手前高等学校）同窓会・金蘭会が運営する旧制女学校として1905年に創立、1908年高等女学校に改編ののち1917年に現在地に移転している。1947年・1948年の学制改革により、新制金蘭会中学校・高等学校となった。
このほか1963年まで、地域に関西大倉高等学校があった。旧制関西商工学校として1905年に鷺洲町大字大仁（現大淀南2丁目）に校舎を構え、1948年9月には中之島にあった大阪大倉商業学校と合併し新制関西大倉高等学校となった。1963年4月に茨木市へ郊外移転した。跡地は朝日放送として使用された。

## 施設
地域内の施設としては、以下のようなものがある。ただし教育関係・交通関係については、別節で詳述。
- 新梅田シティ、梅田スカイビル、ウェスティンホテル大阪
- 大阪北郵便局
- 大阪大淀中郵便局
- 大阪市消防局北消防署大淀町出張所
- ザ・シンフォニーホール
- 浦江公園
- 大淀中公園
- 淀川河川公園大淀野草地区
- 大仁八阪神社
- 素盞烏尊神社（浦江八坂神社）
- 大阪市立大淀保育所
- フェザー安全剃刀 本社

1966年より朝日放送が大淀に社屋を置き、テレビ・ラジオの放送業務を行っていた。しかし2008年に福島区福島一丁目の再開発地区・ほたるまちに移転している。旧社屋および同局関連施設（ABCセンター・大阪タワー・ホテルプラザ）はザ・シンフォニーホールを除いて取り壊され、跡地は商業施設・住宅として再開発される見通しである。